# Call of Duty (серијал)
Call of Duty је позната серија видео-игара, са тематиком Другог светског рата, Хладног рата и измишљеног војног сукоба из блиске будућности. Серијал тренутно броји девет издања. Све игре из серијала су пуцачине из првог лица, с тим што се појављују делови у играма који имају карактер пуцачине из трећег лица. Свако издање игре је објављивао Активижн, а дистрибутери су углавном били Инфинити Вард и Тријарч, (познатији пре као Греј матер интерактив), али и Аспир Медија. У дистрибутере за Call of Duty: Modern Warfare 3 су се прикључили и Слеџхамер гејмс и Рејвн Софтвер. Већина игара из ове серије су биле проглашене за најбоље игре године у којима су и издавате што Call of Duty серијал чини једним од најпопуларнијих серија видео-игара икада.
До априла 2015. године Call of Duty серијали су продати у више од 175 милиона примерака, а од 31. марта 2012. године има преко 40 милиона активних играча широм света који играју један од Call of Duty делова, са 10 милиона корисника који користе Call of Duty: Elite и 2 милиона корисника који плаћају годишњу чланарину. Од појављивања Call of Duty: Modern Warfare 3 проведено је преко 1,6 милијарди сати мултиплејер(енг.multiplayer) играња. Продаја Call of Duty игара премашила је своту од 10 милијарди долара према подацима из активижна (енг.activision).

## Историјат и развитак
Првобитна издања серијала су намењена рачунарима. Такође, већина игара је имала тематику Другог светског рата. Прва издања за PlayStation 2 конзолу, су била издавана одмах након првог дела игре Call of Duty. Касније су произвођачи, након нове генерације конзола, настојали да издају игре за све конзоле и рачунаре уједно. Свака игра из серијала је издавана за рачунаре, сем трећег дела, који је искључиво изашао у продају за PlayStation конзоле и Xbox 360. Касније, у новијим деловима игре, серијал више није објављивао издања за PlayStation 2, усред знатног побољшања система графике. То су углавном игре са тематиком модерног рата и Хладног рата. Осим претходно наведених конзола, постоје и посебна издања за мобилне телефоне, као и за Nintendo конзолу.

## Главна серија

### Call of Duty
Call of Duty је рачунарска/видео игра базирана на платформи Quake III Arena, пуштена је у продају 29. октобра 2003. године. Игра је развијена од стране инфинитив вард(енг.Infiniti Ward)и објављена од стране активижна(енг.Activision). Игра симулира борбу пешадије и борбу оружјем у Другом светском рату. Call of Duty је проширен у септембру 2004. за Call of Duty: United Offensive, која је исто била у продукцији активижна(енг.Activision), али је развио греј матер интерактиве(енг.Gray Matter Interactive), у сарадњи са пи студиос(енг.Pi Studios). Игра прати америчке и британске падобранце, као и црвену армију. Mac OS X верзија игре је пренета од аспир медија(енг.Aspyr Metia). Крајем 2004. године, изашла је верзија за конзолу N-Gage, коју је развила нокиа и објавио активижн(енг.Activision). Друге верзије су биле објављене за Windows, укључујући издање за колекционаре, игру године која је обухватала надоградњу игре. Посебно издање које садржи United Offensive продужетак. 22. септембра 2006. године објављен је Call of Duty: War Chest искључиво за Microsoft Windows који је био комбинација Call of Duty: United Offensive и Call of Duty II. 12. новембра 2007. године Call of Duty и његови наставци су били доступни за купити преко Valve`с платформе која садржи испоруку садржаја.

### Call of Duty 2
Call of Duty 2 је пуцачина у првом лицу и наставак хваљене игре Call of Duty. Развијана је од стране Infiniti Ward и објављена од стране Activision. Игра се одвија за време Другог светског рата и гледана кроз перспективу војника црвене армије, британске војске и америчких војника. Објављена је 25. октобра 2005. године за Windows, 15. новембра 2005. године објављена је ѕа Xbox 360, а 13. јуна 2006. године за Mac OS X. Друге верзије су биле направљене за мобилне телефоне, џепне рачунаре и паметне телефоне.

### Call of Duty 3
Call of Duty 3 је пуцачина у првном лицу базирана на Другом светском рату и то је трећи серијал Call of Duty-а. Објављена је 07. октобра.2006. године, игру је развио Treyarch, и то је био први део Call of Duty серијала који није развио Infiniti Ward, такође први део који није објављен за Windows. Објављен је за PlayStation 2, PlayStation 3, Wii, Xbox и Xbox 360. Call of Duty прати америчке, канадске, француске армије после дана Д у џепу код Фалеза.

### Call of Duty 4: Modern Warfare
Call of Duty 4 Modern Warfare је четврто издање главне серије, и развијена је од стране Infinitiv Ward. То је прва игра у серијалу која није смештена за време Другог светског рата, већ се прича одвија око измишљеног сукоба у блиској будућности, прва добија ознаку видео игре за одрасле од стране ESRB(Entertainment Software Rating Board). Игра је објављена за Microsoft Windows,Nintendo DS, PlayStation 3 и Xbox 360. Верзија за Mac OS X је пуштена од стране Aspyr у септембру 2008. године. А, од маја 2009. године Call of Duty 4: Modern Warfare је продат у преко 13 милиона примерака.

### Call of Duty: Modern Warfare 2
Call of Duty: Modern Warfare 2 је шести наставак главног низа. Развио га је Infiniti Ward, a објављен је од стране Activision. Activision Blizzard званично је најавио Call of Duty: Modern Warfare 2 за 11. фебруара 2009. Игра је објављена широм света 10. новембра 2009. године за Xbox 360, PlayStation 3 i Microsoft Windows. Nintendo DS мења назив игрице у Call of Duty: Modern Warfare Mobilized. Објављен је за конзолу Wii под називом Call of Duty: Modern Warfare 2 који је директни наставак Call of Duty 4, и наставља исту причу која се одвија 5 година после првог дела саге и појављују се неколико повратничких ликова као што је капетан Прајс и Соп Мек Травис.

### Call of Duty: Modern Warfare 3
Call of Duty: Modern Warfare 3 је осми део популарног серијала Call of Duty. Игра је пуцачина из првог лица и завршава причу која је започета из Call of Duty: Modern Warfare, а директно се наставља на Call of Duty: Modern Warfare 2. Због правног спора издавача игре Activision и бившег ко руководиоца Infiniti Ward изазвало неколико отпуштања и одласка у оквиру компаније. Sledgehammer Games је помогла у развоју ове игре, док је Raven Software доведен да направи козметичке промене у менију игре. После објављивања Call of Duty: Modern Warfare 2 после само две недеље кренули су у стварање новог дела. Sledgehammer је циљао да направи игру без грешака(bug free), која би била прва од свих делова која нема грешку у игри, један од циљева компаније Sledgehammer био је да од Metacritic компаније добије оцену изнад 95%. 12. маја 2011. На званичној Јутјуб страници Call of Duty игре објављена су четири рекламна спота у којој се појављују земље Америке, Енглеске, Француске и Немачке, што указују на могуће локације у игри. На рекламним спотовима слово Е је стилизовано да изгледа као број 3 и добијен је приказ MW3(Modern Warfare 3). Овај део игре се заснива на измишљеној борби између Сједињених држава и Русије, која еволуира у Трећи светски рат између НАТО савезничких народа и ултра-националистичке Русије.